# 新市渡镇
新市渡是湖南省益阳市赫山区辖下的一个镇。位于益阳市郊南部，距市区约15公里，东邻石笋乡，南傍泥江口镇，西接桃江县，北邻谢林港镇。有志溪河流经东北部。总面积64．5平方千米，人口约22000。